# Abramowice (Lublin)
Abramowice – dzielnica Lublina w południowej części miasta, sąsiadująca z dzielnicami: Zemborzyce, Wrotków, Dziesiąta i Głusk.
Dzielnica powstała w wyniku przyłączenia do Lublina 1 stycznia 1989 części obszarów wsi Abramowice Kościelne (106,66 ha), Abramowice Prywatne (198,74 ha) i Wólka Abramowicka (499,95 ha).
Szpital Neuropsychiatryczny im. prof. Mieczysława Kaczyńskiego, znany jako szpital w Abramowicach, nie znajduje się na terenie tej dzielnicy, ale na Dziesiątej.

## Administracja
Granice dzielnic administracyjnych Abramowic określa statut dzielnicy uchwalony 19 lutego 2009. Granice Abramowic tworzą: od północy ul. Żeglarska – ul. Świętochowskiego – ul. Świętochowskiego w stronę Czerniejówki, od wschodu – rzeka Czerniejówka, a od południa – granica miasta, a od zachodu – ul. Osmolicka.
Abramowice mają powierzchnię 13,39 km². Według stanu na 30 czerwca 2018 na pobyt stały na Abramowicach było zarejestrowanych 1665 osób.

## Historia
Wieś Abramowice istniała już w XV wieku i posiadała drewniany kościół parafialny. Wymienia ją Jan Długosz w Księdze beneficjów diecezji krakowskiej, powstałej w latach 1440–1480, używając nazw Abramowicze, Abramowycze oraz Abrahamowicze. Wieś szlachecka położona była w drugiej połowie XVI wieku w powiecie lubelskim województwa lubelskiego. Kościół parafialny murowany został wzniesiony przez Wincentego Jezierskiego w 1786 roku.
W 1827 roku miejscowość liczyła 24 domy i 190 mieszkańców. Słownik geograficzny Królestwa Polskiego z 1880 roku podaje, że wieś i folwark Abramowice należały do gminy Zemborzyce; w miejscowości działała gorzelnia, a najbliższa stacja pocztowa i kolejowa znajdowały się w Lublinie.
W spisie powszechnym z 1921 roku uwzględnione są osobno: wieś Abramowice Prywatne (33 domy, 278 mieszkańców) i Abramowice Kościelne (22 domy, 178 mieszkańców), a także folwark Abramowice (9 domów, 239 mieszkańców), kolonia i leśniczówka Abramowice oraz wieś Wólka Abramowicka (65 domów, 469 mieszkańców).